# Gladys George
Gladys Clare Evans (ur. 13 września 1904 w Patten, zm. 8 grudnia 1954 w Los Angeles) – amerykańska aktorka, nominowana do Oscara za rolę w filmie Valiant Is the Word for Carrie.

## Wybrana filmografia[1]
- 1920 - Below the Surface jako Alice
- 1921 - Kurczaki jako Julia Stoneman
- 1936 - Valiant Is the Word for Carrie jako Carrie Snyder
- 1937 - Madame X jako Jacqueline Fleuriot
- 1937 - Po wielkiej wojnie jako Rose Duffy
- 1938 - Maria Antonina jako Madame du Barry
- 1939 - I’m from Missouri jako Julie Bliss
- 1939 - Here I Am a Stranger jako Clara Paulding
- 1939 - Burzliwe lata dwudzieste jako Panama Smith
- 1940 - The Way of All Flesh jako Anna Kriza
- 1941 - Sokół maltański jako Iva Archer
- 1943 - The Hard Way jako Lily Emery
- 1943 - The Crystal Ball jako Madame Zenobia
- 1944 - Christmas Holiday jako Valerie De Merode
- 1946 - Najlepsze lata naszego życia jako Hortense Derry
- 1951 - Opowieści o detektywie jako panna Hatch
- 1953 - It Happens Every Thursday jako pani Lucinda Holmes